# Haukijärvi (Gällivare socken, Lappland, 742615-172074)
Haukijärvi är en sjö i Gällivare kommun i Lappland och ingår i Råneälvens huvudavrinningsområde. Sjön ligger 358 meter över havet och saknar utlopp och tillflöden.